# Teressa và Chowra
Teressa (tiếng Hindi: तेरेस्सा, còn được gọi là Luroo trong tiếng Teressa, hoặc Tarasa Dwip) và Chowra (còn được gọi là Sőnenyő, Sanenyo, Sanenya) là 2 hòn đảo trong quần đảo Nicobar thuộc Ấn Độ.

## Image gallery

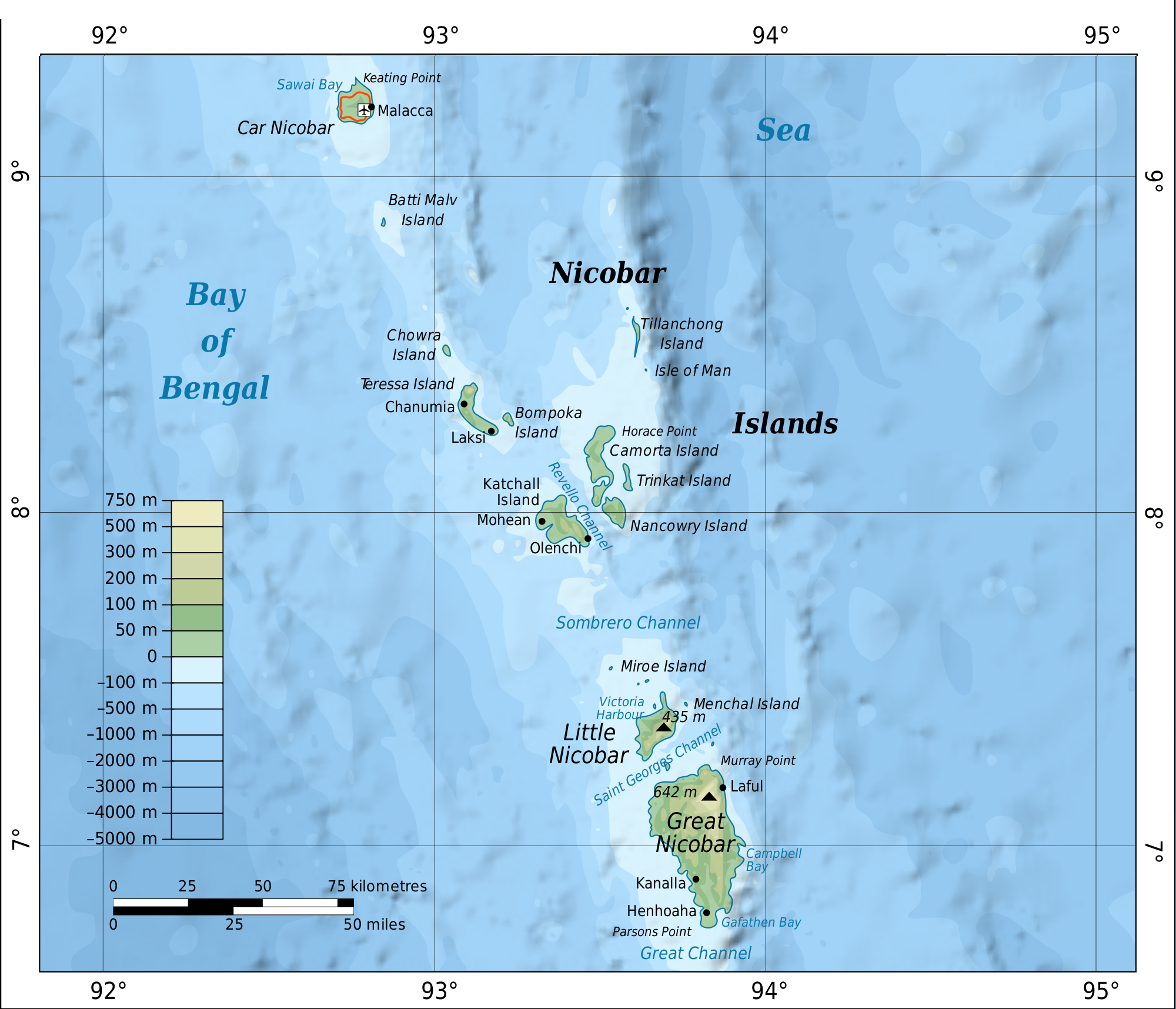
Map
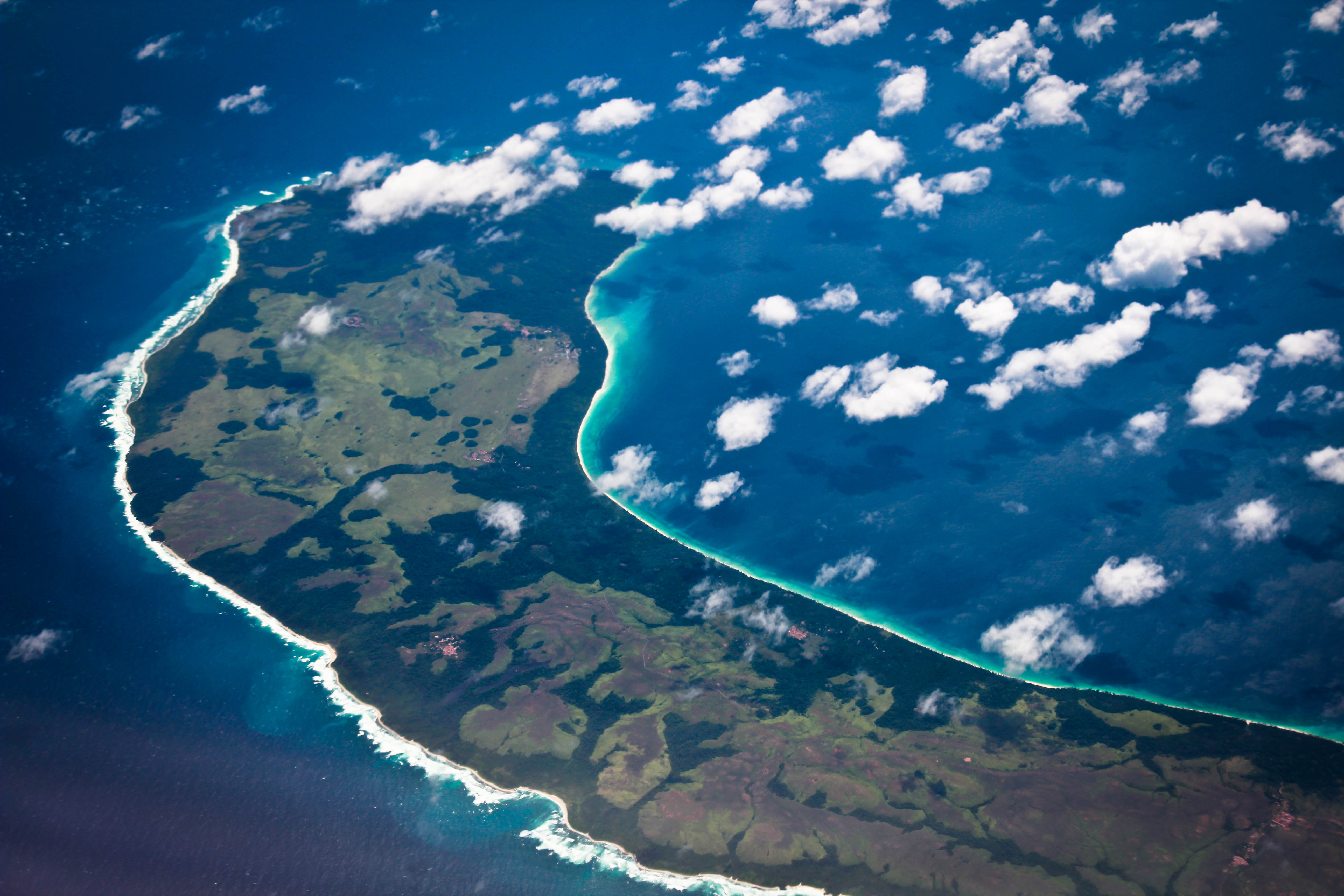
Aerial View